# Мариеведение
Мариеведение — комплексная востоковедческая дисциплина изучения марийцев и марийского языка.
Учёные, занимающиеся мариеведением, называются мариеведы.

## Периоды развития
Основоположником российского мариеведения является Валериан Михайлович Васильев. В 1920—1930-х годах при Восточно-Педагогическом институте в Казани существовало Общество мариеведения. В 1930 году был основан Институт востоковедения РАН, в составе которого существует Центр изучения Центральной Азии, Кавказа и Урало-Поволжья, занимающийся проблемами мариеведения.

### Языкознание
Предыстория марийского языкознания начинается с начала XVIII века, когда зарубежные учёные и путешественники занялись сбором и фиксацией словарного богатства марийского языка. Первое системное описание марийского языка представлено в грамматике 1775 года «Сочинения, принадлежащие к грамматике черемисского языка», составленной как пособие для изучения марийского языка в миссионерских целях. Это была первая попытка систематизации фонетической и морфологической структуры языка. В 1837 году был опубликован следующий труд — «Черемисская грамматика» А. Д. Альбинского, в 1887 году вышла третья грамматика, изданная в России — сочинение Ф. Васильева «Пособие к изучению черемисского языка». Однако, все эти грамматики были задуманы и изданы только как учебные пособия.
Научное исследование началось в середине XIX века в работах зарубежных финно-угроведов. Первый научный труд о марийском языке «Vergleichung der beiden tscheremissischen Dialekte» (с нем. — «Сравнение обоих диалектов марийского языка») Х. К. Габеленца был издан в Германии в 1841 году. Затем вышли труды М. А. Кастрена «Грамматика марийского языка» (Castren M. Elementa grammatices tscheremissae. Kuopio, 1845), Ф. И. Видемана «Опыт грамматики марийского языка» (Wiedemann F. Versuch einer Grammatik der tscheremissischen Sprache. Reval, 1847), исследования Й. Буденца по марийскому языку (Budenz J. Cseremisz tanjalmányok I. Pest, 1864; Cseremisz tanjalmányok I. Pest, 1865; Vocabularium Ceremissicum. Pest, 1866), в которых научно анализировались многие стороны структуры марийского языка.

### Этномузыковедение
Исследователи на первых порах в марийских песнях изучали лишь тексты, музыкальной стороне не уделялось особого внимания. Образцы 4 песенных мелодий впервые были опубликованы А. Ф. Риттихом в 1870 году.

## Мариеведы
- Валериан Михайлович Васильев
- Гурий Гаврилович Кармазин
- Тимофей Евсеевич Евсеев